# Мічуріна (Чечня)
Мічуріна (рос. Мичурина) — селище у Урус-Мартановському районі Чечні Російської Федерації.
Населення становить 335 осіб. Входить до складу муніципального утворення Гойське сільське поселення.

## Історія
Згідно із законом від 14 липня 2008 року органом місцевого самоврядування є Гойське сільське поселення.

## Населення
| 1990 | 2010 |
| ---- | ---- |
| 331  | ↗335 |